# Merlo Road/Southwest 158th Avenue megállóhely
Merlo Road/Southwest 158th Avenue megállóhely a Metropolitan Area Express kék vonalának, valamint a TriMet 67-es autóbuszának megállója az Oregon állambeli Beavertonban.
A megállótól nem messze található a helyi gimnázium (Merlo High School), valamint gyaloglási távolságon belül van a Nike World kampusza, illetve a H.M. Terpenning Recreational Center, illetve a peronokat sétány köti össze a Tualatin-dombi Természetvédelmi Parkkal. Déli irányban található Merlo autóbuszgarázs.
2011 márciusában szövetségi támogatással 10 megállóban térfigyelő rendszert építettek ki, köztük itt is.

## Autóbuszok
- 67 – Bethany/158th Avenue (►PCC Rock Creek)[2]

| Előző állomás                                               |  | Metropolitan Area Express |  | Következő állomás                           |
| ----------------------------------------------------------- |  | ------------------------- |  | ------------------------------------------- |
| Elmonica/SW 170th Avetovább Hatfield Government Center felé |  | Kék vonal                 |  | Beaverton Creektovább Cleveland Avenue felé |

## Fordítás
- Ez a szócikk részben vagy egészben  a   Merlo Road/Southwest 158th Avenue MAX Station című angol Wikipédia-szócikk ezen változatának fordításán alapul.  Az eredeti cikk szerkesztőit annak laptörténete sorolja fel. Ez a jelzés csupán a megfogalmazás eredetét és a szerzői jogokat jelzi, nem szolgál a cikkben szereplő információk forrásmegjelöléseként.